# За річкою, в тіні дерев (фільм)
«За річкою, в тіні дерев» (англ. Across the River and Into the Trees) — художній фільм режисера Паули Ортіс. Екранізація однойменного роману Ернеста Хемінгуея. У головних ролях Лев Шрайбер, Матільда Де Анджеліс, Лаура Моранте та Денні Х'юстон.

## Сюжет
Фільм розповідає історію американського полковника Річарда Кантуелла, який отримав фізичні та моральні травми внаслідок війни, шукає внутрішнього спокою та намагається примиритися з власною смертністю.
Полковник, розуміючи, що через хворе серце йому залишилось небагато, вирішує провести кілька днів у Венеції під приводом відпочинку на полюванні на качок. Звільнившись від приставленого до нього простуватого й не дуже пасуючого для приємної подорожі сержанта-супровідника, полковник вирішує покластися на випадковий перебіг подій. Для полювання йому потрібно придбати рушницю, і під час пошуку доброї рушниці він знайомиться зі старою та молодою графинями Кантаріні. Стара графиня зарозуміло відмовляється продавати раритетні рушниці, хоча сім'я відчайдушно потребує грошей, а молода графиня Рената влаштовує Кантуеллу екскурсію нічною Венецією. Стара графиня натякає полковнику, що рушниці все ж продаються, — проте у Венеції такі речі продаються певним чином, а молода графиня дає зрозуміти, що симпатизує полковнику. Рената збирається вийти заміж за представника багатої венеціанської сім’ї, шлюб може покращити складне фінансове становище її родини, проте вона не впевнена у своєму рішенні.
Кантуелл намагається розслідувати масову страту партизан фашистами в Трієсті в 1943 році, — полковнику дають зрозуміти, що краще не ворушити минуле; наречений Ренати теж не в захваті від дружби полковника з молодою графинею — двоє невідомих б’ють полковника на безлюдній вулиці, натякаючи, що комусь його поведінка не подобається.
Полковник за допомогою одного з італійських партизан, які вижили, знаходить місце поховання свого єдиного сина, якого розстріляли фашисти. З'ясовується, що полковник відчуває провину за загибель цілої роти своїх підлеглих. Самокопання та душевні муки полковника дивовижним чином заспокоює сержант, який виявляється зовсім не таким простим, як здавалося.
Отримавши рушниці від молодої графині, полковник все ж таки вирушає на полювання на качок та гідно ставить крапку у своєму житті.

## В ролях
- Лев Шрайбер — полковник Річард Кантуелл
- Матільда Де Анджеліс — Рената Контаріні
- Лаура Моранте — графиня Контаріні
- Джош Хатчерсон — Джексон
- Денні Х'юстон — капітан Вес О'Ніл

## Виробництво
Зйомки фільму мали розпочатися у Венеції у жовтні 2020 року у розпал пандемії COVID-19 в Італії. Оператором став Хав'єром Агірресаробе. 3 березня 2021 року в кінокомпанії Screen International повідомили, що виробництво завершено, а монтажем фільму займаються Кейт та Стюарт Берд.

## Випуск
Фільм відкрив кінофестиваль Sun Valley 30 березня 2022 року.

## Сприйняття
Станом на грудень 2022 фільм мав рейтинг 8.4 на Imdb.